# Coniochaeta pulveracea
Coniochaeta pulveracea är en svampart som först beskrevs av Jakob Friedrich Ehrhart, och fick sitt nu gällande namn av Munk 1948. Coniochaeta pulveracea ingår i släktet Coniochaeta och familjen Coniochaetaceae.  Arten är reproducerande i Sverige. Inga underarter finns listade i Catalogue of Life.